# بيث أنديرس
بيث أنديرس (بالإنجليزية: Beth Anders)‏ هي لاعب هوكي الحقل أمريكية، ولدت في 13 نوفمبر 1951 في نوريستاون ‏ في الولايات المتحدة.

## وصلات خارجية
- بيث أنديرس على موقع أوليمبيديا (الإنجليزية)
- بيث أنديرس على موقع قاعة فرجينيا للمشاهير الرياضية (الإنجليزية)